# Csergőffy László
Csergőffy László József (Nyárádszereda, 1944. augusztus 22. – 2021. december 2.) romániai magyar színész.

## Életpályája
1968-ban végzett a marosvásárhelyi Szentgyörgyi István Színművészeti Intézetben. 1968–1990 között Sepsiszentgyörgyre szerződött. 1990-től a Marosvásárhelyi Nemzeti Színház Magyar Tagozata tagja volt.
Leginkább hősi és lírai szerepeket játszott.
Férfias megjelenése, karizmatikus személyisége a Tamási Áron darabokban, de a történelmi drámákban is jól érvényesült. Megfontolt, megbízható, tisztelettudó ember volt, sohasem beszélt fölöslegesen, ha várakoznia kellett a kulisszák mögött, általában könyv volt a kezében.

## Színházi szerepei
- Moliere: A fösvény – Valére
- Popescu: Nem lehet a homokórát megállítani? – Stánel
- Feydeau: A nadrág – Gontran; Második rendőr
- Stefănescu: A kis pokol – Udvarló
- Karácsony Benő: A rút kiskacsa – István
- Popescu: Emberek közt egyedül – Stroe
- William Shakespeare: Szentivánéji álom – Oberon
- Popescu: Szomorú angyalok – Marcu
- Jókai Mór: A bolondok grófja – Balkon
- Illyés Gyula: A kegyenc – Julianus
- Jerome: Színház – Lord Charles Tamerley
- Kincses Elemér: Maraton – Miltiádész
- Gogol: A revizor – Ljapkin-Tyapkin
- Székely János: Vak Béla király – Könyves Kálmán király
- Sütő András: Az álomkommandó – Első Sonderes
- Schwajda György: Száz év magány – Melchiades
- Vaszary Gábor: Az ördög nem alszik – Fülöp
- Bánffy Miklós: Martinovics – Vida
- Sütő András: Az ugató madár – Gernyeszegi Németh János
- Dürrenmatt: Az öreg hölgy látogatása – Rendőr
- Sík Sándor: István király – Buda
- Tamási Áron: Boldog nyárfalevél – Mátyus
- Sütő András: Egy lócsiszár virágvasárnapja – Várnagy
- Kosztolányi Dezső: Édes Anna – A miniszter
- Miller: Pillantás a hídról – A bevándorlási hivatal első tisztje
- Rose: Tizenkét dühös ember – 11. esküdt

## Filmjei
- Erdélyi novellafüzér (1999)
- Pejkó (2003)